# То, что я должен сказать
«То, что я должен сказать» — романс Александра Вертинского, написанный в конце 1917 года. Считается одной из самых известных русских антивоенных песен.

## История

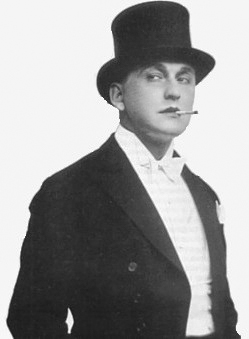
Александр Вертинский

Я не знаю, зачем и кому это нужно,

Кто послал их на смерть недрожащей рукой?

Только так беспощадно, так зло и ненужно

Опустили их в Вечный Покой!
Александр Вертинский написал романс «То, что я должен сказать» вскоре после Октябрьской революции. В конце 1917 года текстовый и нотный варианты песни были опубликованы московским издательством «Прогрессивные новости». В тексте говорилось, что песня посвящена «Их светлой памяти».
О том, кому посвящён этот романс, поначалу не было единого мнения. Так, Константин Паустовский, посетивший в 1918 году концерт Вертинского в Киеве, в своих мемуарах предположил: «Он пел о юнкерах, убитых незадолго в селе Борщаговке, о юношах, посланных на верную бессмысленную смерть».
Наиболее широко распространено мнение, что песня посвящена юнкерам, погибшим в Москве во время Октябрьского вооружённого восстания 1917 года и похороненным на Московском Братском кладбище. Об этом писал Борис Розенфельд, ссылаясь на мемуары самого Вертинского «Дорогой длинною…»: «Вскоре после октябрьских событий я написал песню „То, что я должен сказать“. Написана она была под впечатлением смерти московских юнкеров, на похоронах которых я присутствовал».
По поводу этой песни, полной сочувствия к врагам большевиков, Александра Вертинского вызывали в ЧК для объяснений. Согласно легенде, Вертинский тогда сказал: «Это же просто песня, и потом, вы же не можете запретить мне их жалеть!» На это ему ответили: «Надо будет, и дышать запретим!». Источник, подтверждающий само существование этой легенды — неизвестен, поскольку самые ранние её упоминания приводят её без каких-либо указаний на источник сведений.
Вскоре Вертинский отправился гастролировать по южным городам России. В Одессе с ним встретился белогвардейский генерал Яков Слащёв. Он рассказал Вертинскому, насколько популярна стала его песня: «А ведь с вашей песней … мои мальчишки шли умирать! И ещё неизвестно, нужно ли это было…»
В 1930-х годах Александр Вертинский записал песню в Германии на пластинку фирмы «Парлафон».

## Другие исполнения
Песня в течение двух десятилетий исполнялась на сцене театра на Таганке в спектакле по Джону Риду "Десять дней, который потрясли мир" Всеволодом Соболевым в сцене "Пьеро".
Несмотря на то, что песня была написана в начале XX века, она сохраняет актуальность, время от времени напоминая слушателям о соотечественниках, погибших в локальных войнах. Так, в годы перестройки романс исполнил Борис Гребенщиков. Тогда песня ассоциировалась с Афганской войной.
В этом ключе песня звучит в фильмах «Любовь с привилегиями» («Городские подробности») и «Афганец». В 2005 году на рок-фестивале в Чечне романс «То, что я должен сказать» исполнила Диана Арбенина. Эта песня также присутствует в репертуаре Валерия Ободзинского, Жанны Бичевской, Татианы Долгополовой и Павла Кашина, Надежды Грицкевич, Олега Погудина, а также группы «Помни Имя Своё». 20 февраля 2014 года Борис Гребенщиков исполнил романс на Весеннем концерте в Смоленске, посвятив его погибшим на Евромайдане: «Сегодня странный концерт. Всё время меня не оставляет мысль, что в эту самую минуту, когда мы здесь поем, в Киеве, совсем недалеко от нас, одни люди убивают других». 2 марта 2022 г., в седьмой день войны России с Украиной, этой песней Борис Гребенщиков начал юбилейный концерт группы «Аквариум» в лондонском клубе The Troubadour. 
5 октября 2024 года версия песни вошла на студийный альбом "Ничто и Никто" метал-группы DupleX, где была исполнена от женского лица.